# Tepache (bebida alcohólica)

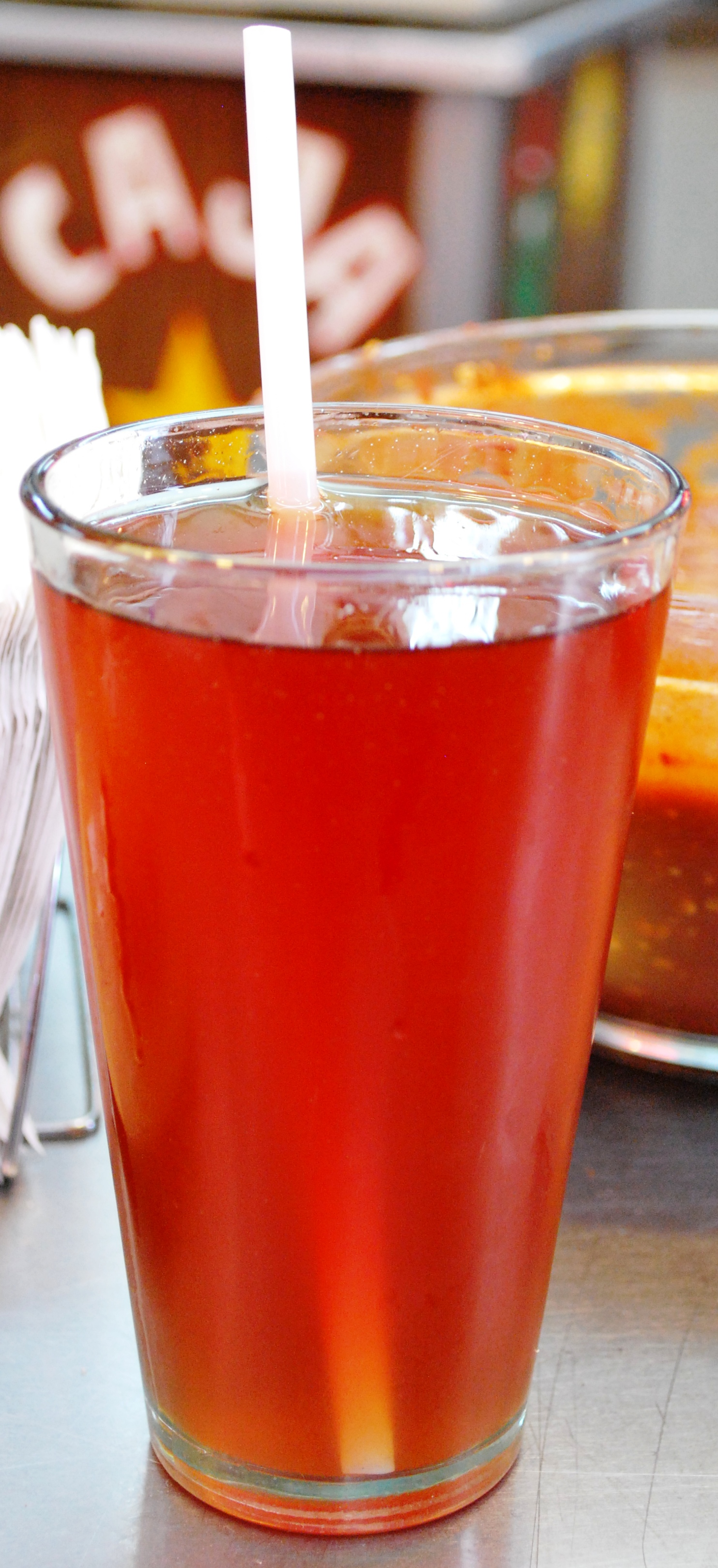
Tepache.

El tepache es una bebida fermentada mexicana, normalmente tiene un muy bajo nivel alcohólico por su forma de elaboración (menos de 1% Alc. Vol.). Su gusto recuerda a la cerveza, pero a diferencia de la cerveza, el tepache es dulce. La palabra tepache proviene de la palabra en náhuatl: Tepiatl, 'bebida de maíz', lit. 'Tepitl, 'maíz tierno'; atl, 'agua''. La costumbre de elaborar esta bebida con maíz se continúa en varias comunidades sobre todo indígenas de México, como en los estados de Michoacán, Oaxaca, Querétaro, Guerrero, Puebla, Chihuahua, Sinaloa, Sonora, San Luis Potosí, Veracruz, Yucatán, Campeche, Quintana Roo, Tabasco, Chiapas, Morelos, Baja California, Baja California Sur y Jalisco, donde con un nivel alcohólico mayor, se empleaba para los cultos religiosos de los mayas.
El tepache, en la actualidad, se obtiene adicionalmente por la fermentación del jugo y la pulpa de varios tipos de frutos dulces como piña, guayaba, manzana, tuna o naranja, el cual se deja fermentar por varios días. Dependiendo de lo azucarada de la mezcla, si se deja fermentar más días, se obtienen una bebida con mayor nivel alcohólico, pero también mayor amargura y acidez en su gusto. Al cabo de semanas termina convirtiéndose en vinagre, el cual generalmente acaba con las bacterias de la fermentación.